# Ross Milne (homme politique)
Pour les articles homonymes, voir Ross Milne et Milne.
William Ross Milne (plus connu sous le nom de Ross Milne) (né le 27 août 1932) est un homme politique canadien de l'Ontario. Il est député fédéral libéral de la circonscription ontarienne de  Peel—Dufferin—Simcoe de 1974 à 1979.

## Biographie
Né à Durham (en) en Ontario, Milne naît dans une famille politique du comté de Grey. Agnes MacPhail, première femme élue au Parlement du Canada, était une cousine de son père. Ayant obtenu un permis de conduire à l'âge de 15 ans, il achète une Ford Model A et obtient un contrat de conducteur d'autobus scolaire pendant ses années à l'école secondaire à Durham et Hanover.
Après des études à l'Ontario Agricultural College (en) à Guelph d'où il devient ingénieur agricole et obtient une maîtrise, il travaille pour l'extension ontarienne du ministère provincial de l'Alimentation et de l'Agriculture qui gère les fermes, les systèmes de drainage et les mesures sanitaires de conservation. 

## Politique
Candidat libéral défait en 1972, il parvient à entrer au parlement en 1974. Il est défait dans la nouvelle circonscription de Brampton—Georgetown en 1979 et à nouveau en 1980 et 1984.
Durant sa carrière parlementaire, il occupe les fonctions de secrétaire parlementaire de la ministre des Communications, Jeanne Sauvé, de 1976 à 1977 et du ministre des Affaires indiennes et du Développement du Nord, Hugh Faulkner (en), de 1977 à 1978. Il occupe aussi le poste de président du caucus libéral ontarien. À la suite d'une fusillade dans l'école secondaire Centennial de Brampton, causant trois morts et treize blessés, Milne milite pour un contrôle des armes à feu,.
Élu président de l'aile ontarienne des Libéraux fédéraux en 1980, il met en garde le premier ministre, Pierre Trudeau, de ne pas interpréter un vote de confiance en 1982 comme un message lui demandant de rester en poste. Milne est réélu par acclamations pour un troisième mandat en tant que président du caucus fédéral du parti en 1983.

## Après la politique
Après sa défaite, Milne travaille pour TransCanada pipeline (en) (TCPL) pour qui il établit un Département des Affaires environnementales et apparaît au Conseil national de l'Énergie.
Avec TCPL en 1988, il œuvre pour la construction de l'Iroquois Pipeline (en) de Cornwall vers New York. Il s'active à obtenir les autorisations environnementales des agences fédérales et de l'État de New York.
De retour au Canada en 1991, il se joint à Acres International pour participer à des projets énergétiques de la Banque mondiale en Russie, Colombie, Pérou et au Viêt Nam. Il devient ensuite chef de projet pour l'ACDI pour offrir une formation sur le renforcement institutionnel pour des projets énergétiques en Amérique du Sud.
Sa conjointe, Lorna Milne (en), est la fille du maire de Toronto, William Dennison (en) de 1966 à 1972 et député provinciale ontarienne du CCF de St. David de 1943 à 1945 et de 1948 à 1951 en Ontario et elle-même sénatrice libérale de la division du Comté de Peel (auparavant Brampton) de 1995 à 2009.